# Cyclocoelidae
Famille
Les Cyclocoelidae sont une famille de vers trématodes parasites.

## Liste des genres
Selon BioLib (4 août 2019) :
- genre Allopyge Johnston, 1913
- genre Cyclocoelum Brandes, 1892
- genre Cycloprimum Witenberg, 1923
- genre Haematotrephus Stossich, 1902
- genre Hyptiasmus Kossack, 1911
- genre Morishitium Witenberg, 1928
- genre Ophthalmophagus Stossich, 1902
- genre Prohyptiasmus Witenberg, 1923
- genre Promptenovum Witenberg, 1923
- genre Transcoelum Witenberg, 1923
- genre Uvitellina Witenberg, 1923